# Benzyloxycarbonyl-Gruppe

Cbz-geschütztes (S)-Alanin. Die Benzyloxycarbonyl-Schutzgruppe ist blau markiert.

Benzyloxycarbonyl-Gruppe (Cbz) ist eine Atomanordnung der organischen Chemie mit der Summenformel C8H7O2. Sie wird als Schutzgruppe verwendet. An Aminen bildet sie ein Carbamat. Innerhalb organischer Synthesestrategien verhindert sie die Umsetzung von primären Aminen  (freie Amine). Unter anderem wird sie beim Aufbau von Peptiden ausgehend von Aminosäuren in einer Peptidsynthese eingesetzt.
Die Benzyloxycarbonylgruppe wird in Strukturformeln meist als Cbz-, Cbo-, oder Z-Gruppe (benannt nach dem Entdecker, Leonidas Zervas) abgekürzt.

## Verwendung
Die Cbz-Gruppe lässt sich zum Schützen einer Aminogruppe  einfach in ein Molekül einführen, indem das Amin (z. B. die Aminosäure 2) mit Chlorkohlensäurebenzylester 1 (Benzyloxycarbonylchlorid) umgesetzt wird. Dabei entsteht eine Cbz-geschützte Aminosäure 3:
Die Schutzgruppe (z. B. am N-terminalen Ende eines Peptids 4) ist unter vielen chemischen Reaktionsbedingungen stabil, wird aber leicht hydrogenolytisch oder durch Einwirkung von Bromwasserstoffsäure/Essigsäure unter Rückbildung der Aminogruppe im Peptid 5 abgespalten:
Auch mit Natrium in flüssigem Ammoniak kann man die Cbz-Schutzgruppe entfernen.